# Montchaboud
Montchaboud este o comună în departamentul Isère din sud-estul Franței. În 2009 avea o populație de 4.495 de locuitori.

## Evoluția populației
| An        | 1975  | 1982  | 1990  | 1999  | 2006  | 2009  |
| --------- | ----- | ----- | ----- | ----- | ----- | ----- |
| Populație | 1.735 | 1.859 | 2.808 | 3.827 | 4.487 | 4.495 |